# Atala
Az Atala női név az Atália alakváltozata, jelentése: Isten fenséges (עֲתָלְיָה Atáljá).

## Rokon nevek
Atália, Atika

## Gyakorisága
Az újszülötteknek adott nevek körében az 1990-es években szórványosan fordult elő. A 2000-es és a 2010-es években sem szerepelt a 100 leggyakrabban adott női név között.
A teljes népességre vonatkozóan az Atala sem a 2000-es, sem a 2010-es években nem szerepelt a 100 leggyakrabban viselt női név között.

## Névnapok
december 3.

## Híres Atalák
- Schöck Atala opera-énekesnő